# Colestiramina
La colestiramina è una resina a scambio anionico cloridrata, di aspetto bianco e finemente polverulento, che assunta come farmaco per via orale lega gli acidi biliari nell'intestino formando un complesso insolubile escreto per via fecale. La molecola è affine al colestipolo, la cui azione e indicazioni sono quasi del tutto sovrapponibili.

## Farmacodinamica
Si tratta di una vecchia molecola approvata per la prima volta come farmaco nel 1957 da parte della Food and Drug Administration degli Stati Uniti d'America. Durante i processi digestivi gli acidi biliari vengono secreti nell'intestino. Una quota importante di questo pool di acidi biliari viene assorbita dal tratto gastroenterico e ritorna alla ghiandola epatica grazie all'esistenza della circolazione enteroepatica. Nel siero normale possono essere rintracciate solo piccole quantità di acidi biliari.

La resina di colestiramina assorbe e si lega agli acidi biliari nell'intestino, formando un complesso insolubile che viene eliminato dall'organismo attraverso le feci. Ciò si traduce in una rimozione di una quota del pool degli acidi biliari dalla circolazione enteroepatica che ne impedisce il riassorbimento.
L'aumentata perdita fecale di acidi biliari causata dal complesso con colestiramina comporta un aumento di ossidazione del colesterolo in acidi biliari (neosintesi degli stessi da parte degli epatociti), un aumento del pool di recettori per le LDL a livello degli stessi epatociti, una diminuzione dei livelli plasmatici di β-lipoproteine e lipoproteine a bassa densità (LDL) e una diminuzione dei livelli di colesterolo nel siero (precursore degli acidi biliari).

Nei pazienti affetti da una parziale ostruzione delle vie biliari, la riduzione delle concentrazioni di acidi biliari sierici indotta da colestiramina diminuisce l'eccesso di deposito di queste sostanze nel tessuto dermico comportando una diminuzione della sensazione di prurito.

## Farmacocinetica
A seguito di somministrazione per via orale il composto non viene minimamente assorbito dal tratto gastroenterico.

## Usi clinici
Nota comunemente con il nome di Questran, è utilizzata come farmaco ipocolesterolemizzante in soggetti con ipercolesterolemia primaria. Può essere utilizzata in caso di prurito dovuto a litiasi biliare (calcoli delle vie biliari), unicamente in soggetti con ostruzione parziale. Non ha infatti alcuna attività nei casi di ostruzione completa delle vie biliari non potendo esplicare la propria azione se la bile non viene secreta nell'intestino.
 Viene prescritta anche in casi di prurito dovuto a cirrosi biliare primitiva.

### Usi off label
Vista la sua azione sugli acidi biliari, la molecola è utilizzata per il trattamento della diarrea da acidi biliari (o da sali biliari) in pazienti affetti da colecistectomia complicata, diarrea cronica causata dalla sindrome post-colecistectomia (PCS), diarrea cronica in pazienti affetti da malattia di Crohn e sottoposti a resezione ileale, pazienti con sindrome dell'intestino irritabile  nonché della diarrea post vagotomia (anche quest'ultima mediata da sali biliari).

Ne è stato sperimentato l'utilizzo anche nella tossicità da digitale e nelle coliti pseudomembranose, in associazione a vancomicina e altri antibiotici, con il fine di legare le enterotossine A e B prodotte da Clostridioides difficile.
Un'altra resina a scambio ionico, facente parte della categoria farmaceutica dei sequestranti degli acidi biliari, utilizzata per il trattamento delle dislipidemie è il colestipolo che ha un'azione analoga a quella della colestiramina e viene usata anch'essa nei casi in cui il trattamento con statine sia inefficace.

## Effetti collaterali e indesiderati
In corso di trattamento sono stati segnalati diversi disturbi gastrointestinali: dispepsia, perdita di appetito, nausea, vomito, dolore addominale e sensazione di distensione, flatulenza, diarrea, steatorrea, pancreatite acuta, ostruzione intestinale.

L'effetto avverso gastrointestinale che ricorre con maggiore frequenza è comunque la stipsi, per altro controllabile con le normali misure terapeutiche.

Altri effetti indesiderati segnalati consistono in facilità al sanguinamento correlata a ipoprotrombinemia (da deficit di vitamina K), alterazioni della visione notturna secondarie a deficit di vitamina A, deficit di vitamina D, osteomalacia e osteoporosi. 
Possono anche comparire eruzioni cutanee, della lingua e della regione perineale.

## Controindicazioni
Il farmaco è controindicato nei soggetti con ipersensibilità individuale nota al principio attivo oppure a uno qualsiasi degli eccipienti della formulazione farmacologica. È inoltre controindicato nei pazienti con ostruzione completa delle vie biliari (la bile non può essere secreta nell'intestino e pertanto il farmaco è totalmente inefficace).

## Dosi terapeutiche
Nei soggetti adulti la dose consigliata è pari a 4g (equivalente a una bustina), da 1 a 6 volte al giorno, prima dei pasti.

Per il trattamento del prurito che riconosce come causa una parziale ostruzione delle vie biliari, il dosaggio consigliato è di 4-8 g (1–2 bustine) al giorno.

## Interazioni
- Idroclorotiazide: la contemporanea somministrazione di idroclorotiazide e di resine sequestranti gli acidi biliari può comportare una riduzione dell'assorbimento del tiazidico. Se la terapia d'associazione non può essere evitata idroclorotiazide deve essere assunta almeno 2 ore dopo tali resine.[33][34]